# Shīrābād Maḩalleh
Shīrābād Maḩalleh (persiska: شیرآبادمحله) är en ort i Iran.   Den ligger i provinsen Gilan, i den nordvästra delen av landet, 300 km nordväst om huvudstaden Teheran. Shīrābād Maḩalleh ligger 33 meter över havet och antalet invånare är 550.
Terrängen runt Shīrābād Maḩalleh är kuperad västerut, men österut är den platt.  Närmaste större samhälle är Līsār, 13,5 km söder om Shīrābād Maḩalleh. 